# Â
Â, â (а-циркумфлекс) — графема деяких латинських алфавітів. Найширше її використовують французька, румунська, турецька, валлонська, валлійська мови, а з-поміж слов'янських — хорватська та словенська.

## Використання
- Â використовується у системі латинської транслітерації української мови ISO 9:1995 як відповідник літери Я.
- У французькій мові â позначає ударний (відмінності відкритості-закритості для а вже втратили актуальність) голосний «а», який начебто поглинув приголосний звук (зазвичай це «s»), що йде за ним, у потоці швидкого романського мовлення: bâton←baston («тростина»).
- «â» не є літерою в хорватській та сербській абетках, виступає в ролі знака «a» з циркумфлексом. Використовується лише в окремих випадках, для розрізнення омографів, що відрізняються тільки довжиною голосної. Таке може траплятися в родовому відмінку, але не тільки. Приклад: «Ja sam sâm.» (укр. Я один.)
- У португальській мові Â передає голосну [ɐ] у наголошених складах (у бразильському варіанті — [ɐ̃], якщо стоїть перед носовими приголосними).
- В румунській мові буква â була введена в 1860-х і 1990-х роках відповідно на місці кириличної «ы», звук якої ([ɨ]) він і представляє. Етимологічно звук розвинувся на місці латинських сполучень an,am. Приклад: romanus→român («румун»). У румунській мові цей звук також позначає літера î.
- Турецька мова певний час використовувала â для позначення задньоязикової пом'якшеної а, якій приблизно відповідає українська буква я. Наприклад, Âdet («традиція»), Elâzığ (Елязиг).
- Â є третьою літерою в'єтнамської абетки та вимовляється як /ɜ/. Для отримання п'яти тонів додаються діакритичні знаки: Ầầ, Ẩẩ, Ẫẫ, Ấấ, Ậậ.
- У валлійській мові Â позначає звук [ɑː].

## Кодування
Nes $
.
dth="25%"| Графема
| HTML | Юнікод  | TeX.    |        |
| ---- | ------- | ------- | ------ |
| Â    | &Acirc; | U+00C2  | \hat A |
| â    | &acirc; | U+00E2j | \hat a |